# Márta Sebestyén
Márta Sebestyén (n. Budapest, 19 de agosto de 1957) es una cantante húngara de música popular que se dio a conocer al gran público con la música de la película El paciente inglés.

## Carrera

### Influencias
Marta creció entre canciones en húngaro que oía en casa a su madre, Ilona Farkas, etnomusicóloga que había estudiado con el compositor Zoltán Kodály, quien, al igual que Béla Bartók, había recopilado miles de canciones populares, muchas de ellas de Transilvania, donde han perdurado las expresiones más puras del folclore húngaro. De los viajes de su madre y de los suyos propios a pueblos y aldeas de Transilvania, a Márta Sebestyén le ha quedado un profundo recuerdo.

### Primeros años
Su nombre está ligado a Muzsikás, grupo formado en 1973 y al que ella se unió en 1980. Además, se incorporaría a Vujicsics, dedicado a la música de las minorías eslavas de Hungría. A orillas del Danubio, una nueva generación urbana estaba recuperando la vieja música campesina, como protesta contra la uniformización cultural del régimen comunista, que privilegiaba conjuntos folclóricos estatales. Un movimiento de estudiantes e intelectuales que se habían formado en tánchaz, casas de baile, de Budapest y no gustaban a los burócratas prosoviéticos, temerosos de que despertara sentimientos nacionalistas. Márta todavía iba al colegio cuando empezó a cantar en tánchaz.
Muzsikás (músicos del pueblo) se convirtieron con el tiempo en referentes indispensables de la música húngara. Su disco The Bartók Album (1999), con Sebestyén y Alexander Balanescu, es un homenaje al compositor, que recorría los Cárpatos con unos cuadernos en los que transcribía las melodías. En Kismet (1996), que firma Márta Sebestyén con arreglos de Nikola Parov, hay canciones rusas, griegas, búlgaras. Hindi Lullabye pone de relieve, por su parte, la conexión entre la India y los gitanos de Rumania.

### Otras colaboraciones
Sebestyén colaboró con el grupo francés de world music Deep Forest para su álbum Bohème, trabajo publicado en 1995 e inspirado en países como Mongolia, la India, Hungría, y otras zonas de Europa del Este. Marta prestó su voz en "Bulgarian Melody", "Twosome" y en la bellísima "Marta's Song". También ha colaborado para el grupo vasco Alboka en su disco Lorius. 
Su voz se puede oír en música de películas como El paciente inglés, Prêt-à-porter, La caja de música y Recuerdos del ayer, del célebre Studio Ghibli.